# 长棘锯盖鱼
长棘锯盖鱼（学名：Duymaeria flagellifera）为隆头鱼科锯盖鱼属的鱼类，俗名屠氏鱼、石滑。分布于印度洋非洲东岸至太平洋中部、北至日本以及南海诸岛、广东沿海等。